# Зажицкие (герб)

Герб Зажицких

Зажицкие (герб) — польский герб шляхецкий, присвоен в Галиции.

## Описание
На щите, разделенном пополам: в верхней половине, золотой, орёл чёрный с оружием златым; в нижней половине, червонной, река серебряная. В нашлемнике, над шлемом в корне орёл, такой же, как и в верхней половине. Намёты:  правый чёрный, подбитый золотом, левый червонный.
 Na tarczy dzielonej w pas w polu górnym, złotym, orzeł czarny z uzbrojeniem złotym, w polu dolnym, czerwonym, rzeka srebrna. W klejnocie nad hełmem w koronie orzeł jak w polu górnym. Labry z prawej czarne, z lewej czerwone podbite złotem.

## Самые ранние упоминания
Присвоен в Галиции Яну фон Зажицкому, адвокату львовскому и адвокату краковскому 15 июля 1792 года, подтверждён 12 августа 1793 года.